# Otto I. zu Salm-Horstmar

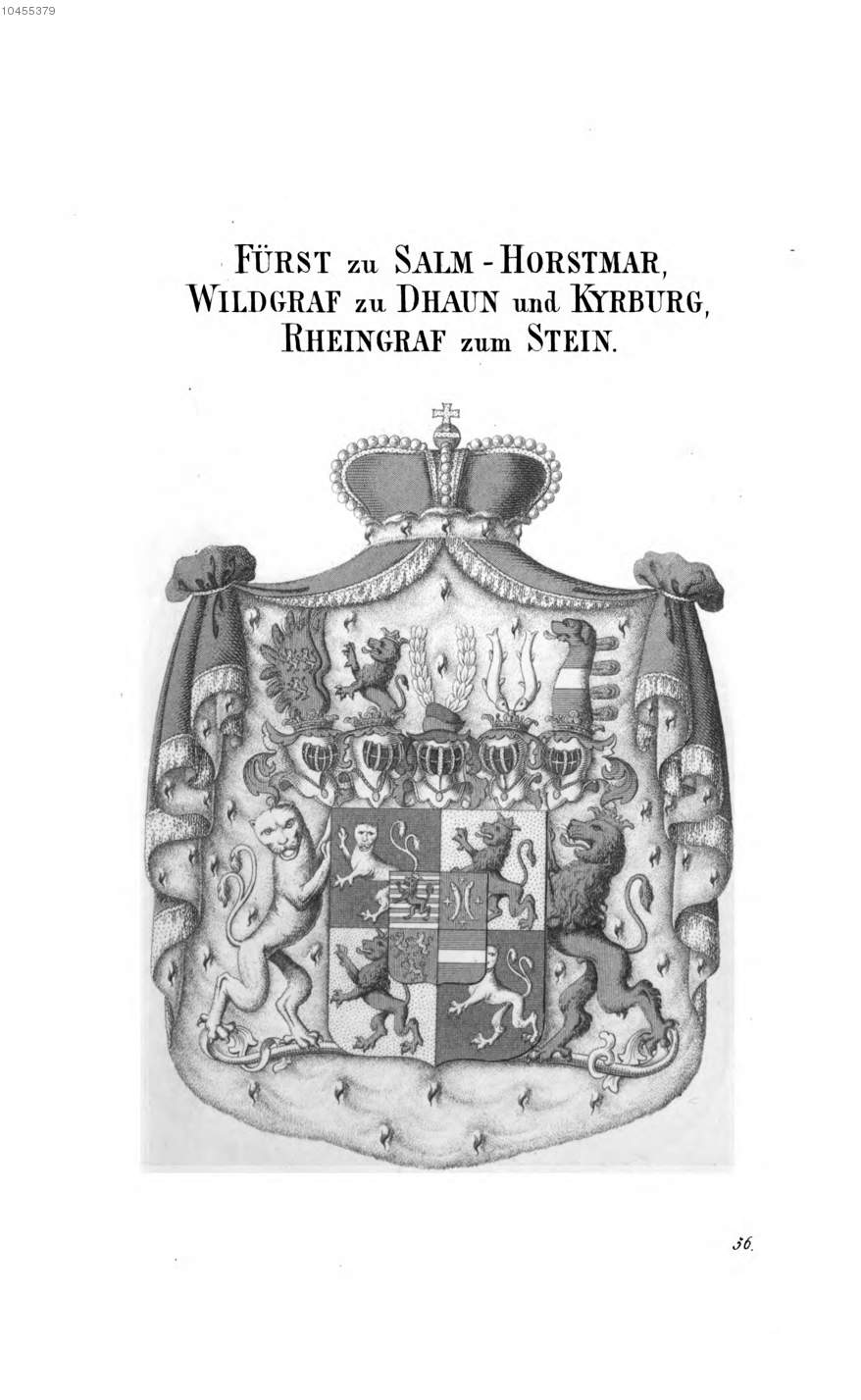
Wappen des Fürsten zu Salm-Horstmar, 1850

Otto I. Friedrich Karl Fürst zu Salm-Horstmar (* 8. Februar 1833 in Coesfeld; † 15. Februar 1892 in Bonn) war ein deutscher Standesherr (Salm-Horstmar) und Politiker.

## Familie
Otto I. zu Salm-Horstmar entstammte der Linie Grumbach der zum Hochadel zählenden Familie Salm. Die Wild- und Rheingrafen Salm-Grumbach waren Herren der zwischen 1802 und 1806 für wenige Jahre unabhängigen Grafschaft Horstmar, die 1806 durch die Rheinbundakte zum Großherzogtum Berg kam. Nach einer Annexion durch Frankreich, während der das Gebiet zwischen 1811 und 1813 dem Departement Lippe eingegliedert war, und einer Übergangsverwaltung durch das Generalgouvernement zwischen Weser und Rhein wurde es 1815 durch den Wiener Kongress dem Königreich Preußen zugeteilt; dort wurden die Grafen zu Salm-Grumbach 1816 in den erblichen preußischen Fürstenstand erhoben und nannten sich fortan Salm-Horstmar. 
Er war der zweite Sohn von Friedrich zu Salm-Horstmar (1799–1865) und dessen Frau Elisabeth, geborene zu Solms-Rödelheim und Assenheim (1806–1886). Sein Großvater mütterlicherseits war der Rheingraf Volrath Graf zu Solms-Rödelheim und Assenheim (* 6. Dezember 1762 in Assenheim; † 5. Februar 1818 in Rödelheim).

## Leben
Fürst Otto I. zu Salm-Horstmar war von 1866 bis zu seinem Tode erbliches Mitglied des Preußischen Herrenhauses, und zwar als Haupt eines vormals reichsständischen Hauses in Preußen für die Grafschaft Horstmar. Ferner war er Oberst à la suite der Armee.

## Nachkommen
Fürst Otto I. zu Salm-Horstmar heiratete 1864 Gräfin Emilie zur Lippe-Biesterfeld (* 1. Februar 1841; † 11. Februar 1892). Mit dieser hatte er folgende sieben Kinder: 
- Friedrich Julius Carl Ernst Casimir Max (* 18. Juni 1865; † 21. Januar 1871) – Erbprinz zu Salm-Horstmar,
- Julius (* 6. Mai 1866; † 24. September 1866),
- Otto Adalbert Friedrich August Gustav Alexander (1867–1941) – 3. Fürst zu Salm-Horstmar,
- Elisabeth Adelheid Mathilde Emma Karoline (* 18. Dezember 1870; † 4. Juli 1953),
- Wilhelm Julius Adolf Magnus Leopold Casimir Eduard (* 30. Mai 1872; † 28. März 1919),
- Julius Friedrich Casimir Carl Emich (* 24. Februar 1881; † 13. August 1901),
- Emich Karl Rudolf Friedrich Wilhelm Otto (* 5. Februar 1883; † 10. Mai 1959).[3]